# Duma

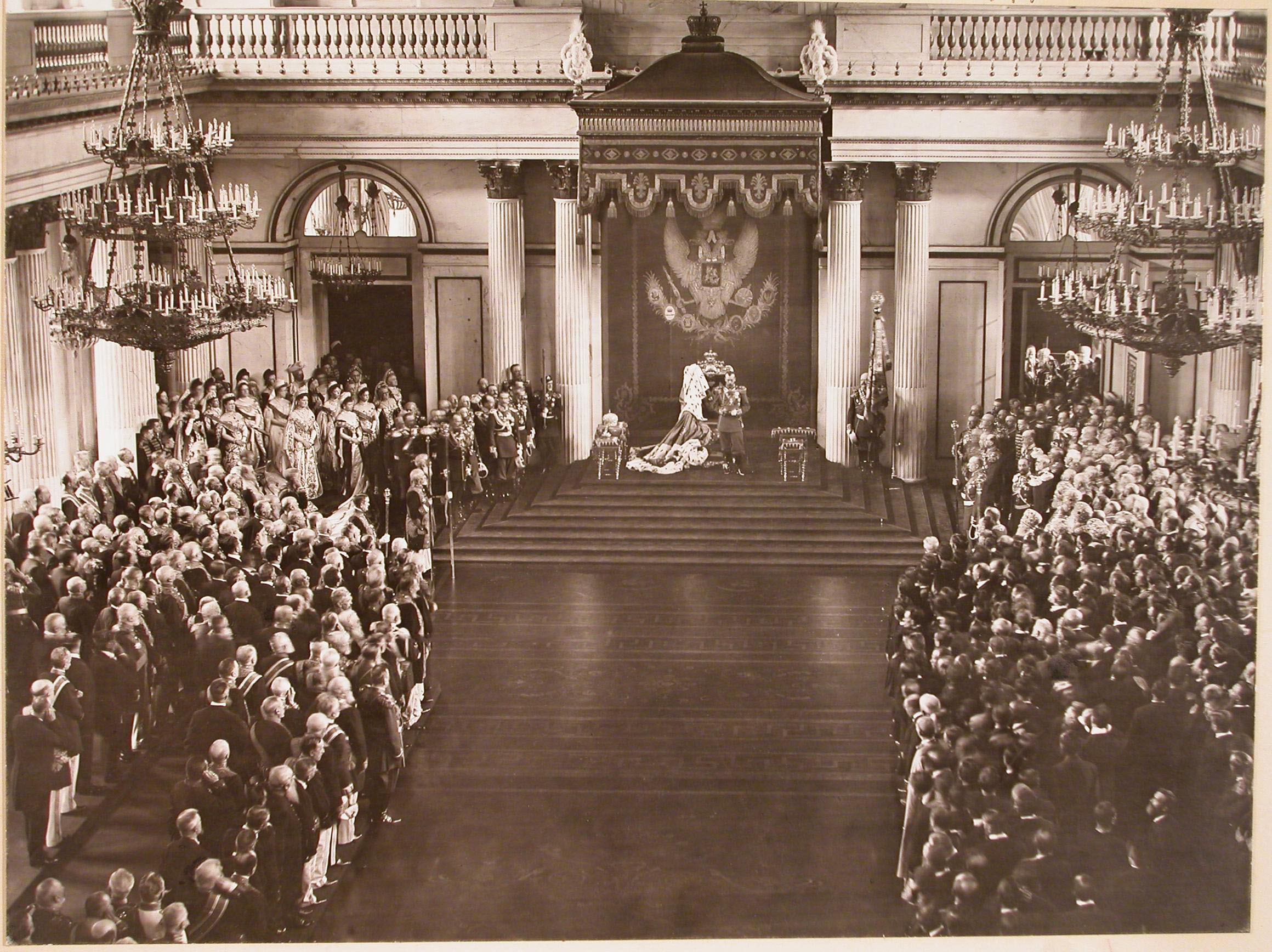
Car Mikuláš II. zahajuje první zasedání obou komor Státní dumy v Zimním paláci

Duma (rusky дума) je název různých druhů zastupitelstev v ruské historii i v moderní Ruské federaci. 
Státní duma Ruského impéria, podobně jako Státní duma Ruské federace odpovídá dolní komoře parlamentu. Tento systém byl vytvořen za vlády posledního cara Mikuláše II. Duma je také název poradního sboru bývalých ruských vládců, kdy se jí říkalo Duma bojarů.